# Shinmabyu kyun
Shinmabyu kyun también llamada Shapura o Shapuree es el nombre de una isla que está situada en la desembocadura del río Naf, una frontera  marítima entre Bangladés (Bangladesh) y Birmania (Myanmar). Históricamente, se considera que la posesión de la isla fue una de las causas inmediatas de la primera Guerra Anglo-birmana.